# Sue Harcus
Susan Harcus, detta Sue (Perth, 11 dicembre 1954), è un'ex cestista australiana.

## Carriera
Con l'Australia ha disputato i Campionati del mondo del 1975, segnando 31 punti in 7 partite.